# Odorrana tiannanensis
Odorrana tiannanensis es una especie de anfibio anuro de la familia Ranidae.

## Distribución geográfica
Esta especie habita entre los 120 y 1000 m de altitud:
- en el sudeste de la República Popular China en la isla de Hainan y en las provincias de Yunnan y Guangxi;
- en el norte de Laos en la provincia de Phongsaly;
- en el norte de Vietnam.[4]

## Publicación original
- Yang & Li : A new species of the genus Rana from Yunnan. Zoological Research, Kunming, vol. 1, p. 261-264[5]